# Ténébreux
Albums de PLK
Dedans
(2016) Platinum
(2018)
Ténébreux est la première mixtape du rappeur français PLK, sortie le 8 septembre 2017 sous les labels Panenka Music et Wagram Music.

## Genèse
Le 18 juin 2017, le rappeur sort le single Pas ce soir, en featuring avec Krisy en tant que premier extrait de la mixtape.
Le 19 juillet 2017, il sort le single Ténébreux en tant que deuxième extrait de la mixtape du même nom.

## Liste des pistes
| 1.  | Amigo                     | PLK        | Krisy              | 3:25 |
| 2.  | Ténébreux                 | PLK        | Origami            | 3:25 |
| 3.  | Fin de mois               | PLK        | RicandThadeus      | 3:43 |
| 4.  | Faut croire               | PLK        | TheBeatPlug, Krisy | 3:42 |
| 5.  | Pas ce soir (feat. Krisy) | PLK, Krisy | Dez Wright         | 3:11 |
| 6.  | Casino                    | PLK        | Barblanche         | 3:04 |
| 7.  | All Night                 | PLK        | Donato             | 3:50 |
| 8.  | Avec moi                  | PLK        | BSTA               | 3:15 |
| 9.  | Aimer                     | PLK        | III Instrumentals  | 3:54 |
| 10. | Yeux                      | PLK        | Yung G             | 2:57 |
| 11. | Du mal                    | PLK        | Asot.One           | 3:24 |

## Titres certifiés en France
- Ténébreux  Or [3]
- Pas ce soir (feat. Krisy)  Or [4]
- All night  Platine [5]
- Aimer  Or [6]

## Classements et certifications

### Classement hebdomadaire
| Classements                  | Meilleure position |
| ---------------------------- | ------------------ |
| Belgique (Wallonie Ultratop) | 48                 |
| France (SNEP)                | 35                 |

### Ventes et certifications
| Région        | Certification | Ventes/Streams |
| ------------- | ------------- | -------------- |
| France (SNEP) | Or            | 50 000         |